# Aurotalis delicatalis
Aurotalis delicatalis là một loài bướm đêm trong họ Crambidae.